# Jun Jung-lin
Jun Jung-lin, kor. 전정린 (ur. 27 stycznia 1989) – południowokoreański bobsleista, wicemistrz olimpijski w czwórkach z Pjongczangu.
Dwukrotnie uczestniczył w zimowych igrzyskach olimpijskich. W 2014 roku w Soczi zajął 25. miejsce w dwójkach (jako pilot boba, wraz z nim wystąpił Kim Dong-hyun) oraz 20. w czwórkach (wraz z nim wystąpili Won Yun-jong, Suk Young-jin i Seo Young-woo). W 2018 roku w Pjongczangu w czwórkach zdobył srebrny medal olimpijski (w zespole wystąpili również Won Yun-jong, Seo Young-woo i Kim Dong-hyun), zajmując z niemieckim bobem ex aequo drugie miejsce. Był to pierwszy w historii medal olimpijski w bobslejach wywalczony przez zespół z Azji.